# Sant Vicenç de Regencós
Sant Vicenç és una església de Regencós (Baix Empordà) inclosa en l'Inventari del Patrimoni Arquitectònic de Catalunya.

## Arquitectura
L'església té una nau, capçalera poligonal i capelles laterals (tres per banda) obertes entre els contraforts. Les voltes són llunetes, amb cornisaments motllurats.
Al parament exterior de l'absis hi ha una làpida amb la següent inscripció:
A 28 DE ABRIL 1805 FUE PUESTA LA PRA. PIEDRA.
La portada, al frontis, és decorada amb pilars adossats i simples motllures; sobre el seu arc rebaixat hi figura l'any 1815 i una inscripció.
Sobre l'angle nord-oest de l'edifici es dreça el campanar de planta quadrada, amb arcades apuntades.
La construcció és de grans rebles i morter, lligant amb carreus angulars.

## Història
L'església de Regencós no figura - probablement no existia- als nomenclàtors diocesans de finals del segle xiv en els quals s'hi relacionaren totes les esglésies i capelles amb sacerdot adscrit el qual havia d'acudir als sínodes de la diòcesi. Se sap que anteriorment al 1788 l'església de Sant Vicenç de Regencós era sufragània de la parròquia de Sant Pere de Begur, ja que el dit any fou declarada parròquia independent. Segons les dates gravades en diferents punts de l'edifici sabem que el temple es començà a construir l'any 1805 i que es degué acabar pels volts del 1815.